# SBS東芝ロジスティクス
SBS東芝ロジスティクス株式会社（エスビーエスとうしばロジスティクス、英: SBS TOSHIBA LOGISTICS CORPORATION）は、SBSホールディングスグループの物流会社。旧社名は東芝ロジスティクス株式会社（とうしばロジスティックス）。
材料・製品・リサイクルなど、かつての親会社であった東芝グループ各社及びグループ外の各種物流サービスを行う。大物車を用いた、変圧器などの重量物輸送も行っている。

## 歴史
当初は東芝物流株式会社として設立。2020年5月26日に、東芝は保有する株式の内、66.6%を同年10月1日付でSBSホールディングスへ譲渡することを発表。東芝ロジスティクス並びにTLロジサービスなどグループ会社15社は、東芝は同年10月1日付でSBSホールディングス傘下へ移動する予定であったが、契約に時間を要することから、同年11月2日に株式譲渡が延期され、東芝ロジスティクスは同年11月2日付でSBSホールディングスの子会社となった。東芝は残りの株式33.4%を保有する。
SBSホールディングス傘下入りに伴い、2021年1月1日付で商号をSBS東芝ロジスティクス株式会社へ変更した。

## 沿革
- 1974年10月 - 株式会社東芝の全額出資により東芝物流株式会社設立。
- 1977年4月 - 東芝運輸興業と合併。
- 2011年2月1日 - 東芝ロジスティクス株式会社に社名変更。
- 2020年11月2日 - 東芝が保有する株式の内、66.6%をSBSホールディングスへ譲渡。同時に東芝グループから離脱[9]。
- 2021年1月1日 - 商号をSBS東芝ロジスティクス株式会社へ変更[9]。
- 2022年3月1日 - 本社を神奈川県川崎市から東京都新宿区へ移転。

## 主な事業拠点
- 本社 - 東京都新宿区
- 北海道支店 - 北海道恵庭市
- 北関東支店 - 千葉県柏市十余二南翁原242-2
- 南関東支店 - 神奈川県川崎市
- 北陸支店 - 石川県白山市
- 中部支店 - 愛知県小牧市
- 関西支店 - 大阪府大阪市
- 九州支店 - 福岡県糟屋郡志免町

## 関係会社

### 国内
- SBSロジスター株式会社 - 東京都新宿区[10]

### 中国・香港地域
- 東芝ロジスティクス上海外高橋社 - 中国
- 東芝ロジスティクス大連社 - 中国
- 東芝ロジスティクス杭州社 - 中国
- 東芝ロジスティクス香港社 - 香港

### アジア地域
- 東芝ロジスティクスフィリピン社 - フィリピン
- TLフォワーディングサービス・フィリピン社 - フィリピン
- 東芝ロジスティクスタイ社 - タイ
- TLサービスタイ社 - タイ
- 東芝ロジスティクスシンガポール社 - シンガポール
- 東芝ロジスティクス・ベトナム社 - ベトナム
- 東芝ロジスティクス・インド社 - インド
- 東芝ロジスティクス・マレーシア社 - マレーシア

### 欧州地域
- 東芝ロジスティクス欧州社 -ドイツ

### 米州地域
- 東芝ロジスティクス米国社 - アメリカ合衆国